# Rostanga risbeci
Rostanga risbeci is een slakkensoort uit de familie van de Discodorididae. De wetenschappelijke naam van de soort is voor het eerst geldig gepubliceerd in 1991 door Baba.